# Konstytucja Iraku
Obecna konstytucja Iraku została uchwalona przez parlament 15 września 2005 i zatwierdzona przez referendum 15 października 2005 roku. Uchwalenie konstytucji było problematyczne w związku z problemami wewnętrznymi i żądaniami różnych grup.
Według konstytucji Irak jest "demokratyczną, federalną i reprezentatywną republiką", i "wieloetnicznym i wielowyznaniowym krajem".
Poprzednie konstytucje Iraku: 1925, 1958, 1963, 1964, 1968, 1970.